# Заусье
Заусье — посёлок в Жирятинском районе Брянской области, в составе Воробейнского сельского поселения. 
 Расположен в 2 км к северо-западу от деревни Мехово. Постоянное население с 2003 года отсутствует.

## История
Основан в 1920-х гг.; до 2005 года входил в Норинский сельсовет.
Название посёлка происходит от реки Усы, на правом берегу которой он находится.
| Годы      | 1979 | 1989 | 2002 | 2010 |
| --------- | ---- | ---- | ---- | ---- |
| Население | 12   | 6    | 2    | 0    |